# Stade de Qinhuangdao
Le stade de Qinhuangdao (en chinois : 秦皇岛奥林匹克体育中心) est un stade situé à Qinhuangdao, l'une des plus grandes villes de la province de Hebei, en Chine.

## Histoire
Construit entre mai 2002 et le 30 juin 2004, il est le premier des stades érigés pour les Jeux olympiques de Pékin, à avoir été achevé. Avant d'être utilisé aux Jeux olympiques d'été de 2008, le stade a accueilli une série de matches amicaux internationaux. Il a accueilli 12 matchs de la compétition de football. Il accueille les matchs à domicile du club de foot du Hebei China Fortune, qui évolue en Chinese Super League.
D'une superficie totale de 168 700 m2, dont 41 800 m2 de bâtiments, le stade est doté d'un terrain de 104 m sur 68, conforme aux règlements internationaux en vigueur, ainsi que d'une piste d'athlétisme utilisable pour les épreuves de 400 m. La capacité du stade est de 33 572 personnes.
L'enceinte de six étages arbore un design original. Le toit blanc incurvé fait ressembler le stade à une immense voile.